# ترجمة الحوار

طريقة ظهور الترجمة في الغالب

في أغلب الدول يستخدم هذا الشعار لتعريف إلى ترجمة نصية للأفلام

السطرجة [نحت كلمتي: سَطْرُ تَرْجَمَةٍ] (بالإنجليزية: Subtitle-captioning)‏ أو الترجمة السمعية المرئية، هي نص مستمد من نسخة أو سيناريو لحوار أو تعليق في الأفلام والبرامج التلفزيونية وألعاب الفيديو وما إلى ذلك. عادةً ما تُعرض السطرجة في أسفل الشاشة، وقد تُعرض في أعلى الشاشة في حال وجود نص آخر معروض في أسفل الشاشة. قد تكون السطرجة شكلًا من أشكال الترجمة المكتوبة لحوار ما بلغة أجنبية، أو ترجمة مكتوبة لحوار ما بنفس اللغة، وقد تتضمن معلومات إضافية لمساعدة المشاهدين الصم أو الذين يعانون من صعوبة في السمع أو الذين لا يمكنهم فهم اللغة المنطوقة أو الذين لا يستطيعون فهم اللكنة في الحوار.
يُمكن دمج الطريقة المرمزة مع الفيديو مسبقًا أو فصلها عنه على شكل رسومات أو نص، بحيث يصبح من الممكن دمجهم وتركيبهم بواسطة المستقبِل. تُستخدم الترجمات السمعية المرئية المنفصلة في السطرجة لنسخ الدي في دي والبلو راي ونصوص المعلومات على التلفزيون/ بث الفيديو الرقمي، أو العرض النصي إي. آي. إيه-608 التي تبقى مخفية ما لم يطلبها المشاهد من قائمة التحكم أو جهاز التحكم عن بعد عن طريق اختيار الصفحة أو الخدمة ذات الصلة (على سبيل المثال، الصفحة 888 أو سي. سي. 1)، إذ تحمل دومًا تمثيلات صوتية إضافية للمشاهدين الصم والذين يعانون من صعوبة في السمع. تتبع اللغة المستخدمة في سطرجة نصوص المعلومات لغة الصوت الأصلي، باستثناء الدول المتعددة اللغات، ففي هذه الحالة يمكن أن تقدم جهة البث ترجمات سمعية مرئية بلغات إضافية على صفحات أخرى من صفحات نصوص المعلومات. يتشابه العرض النصي إي. آي. إيه-608 مع ما سبق، باستثناء محطات أمريكا الشمالية المتحدثة باللغة الإسبانية، إذ توفر نصوص معلومات باللغة الإسبانية على سي. سي. 3. تختلف نسخ الدي في دي ونسخ البلو راي فيما بينها من حيث استخدام الرسومات المرمزة طيلة التشغيل بدلًا من استخدام النصوص، فضلًا عن بعض بث الفيديو الرقمي فائق الدقة.
تُعرض الترجمات السمعية المرئية في بعض الأحيان -ولا سيما في المهرجانات السينمائية- على شاشة منفصلة أسفل الشاشة، الأمر الذي ينقذ المخرج من مهمة إنشاء نسخة مترجمة من أجل عرض واحد أحيانًا. يُشار إلى السطرجة التلفزيونية التي تساعد الصم والذين يعانون من صعوبة في السمع على أنها ترجمات نصية في بعض البلدان.